# Haiga
Haiga (俳画, "desenho de haikai") é o nome que se dá, em japonês, à imagem que ilustra um haicai, normalmente uma pintura. Quem faz a haiga pode ser o próprio poeta (o haijin, ou seja, escritor de haicais), ou às vezes outra pessoa qualquer, porém ela tem sempre o fim de complementar a ideia exposta no haicai. Uma haiga sempre é um desenho simples, com traços singelos. A haiga (pronuncia-se haigá) serve para complementar o haikai, que por si só já é um poema conciso, apesar de delicado.

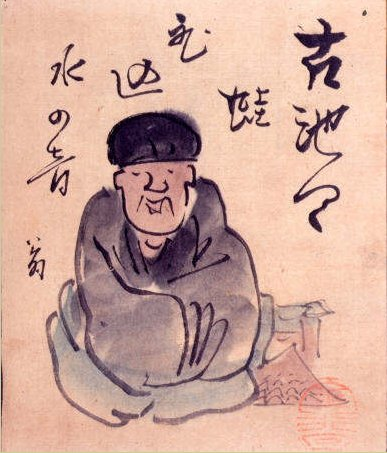
Retrato e poema de Matsuo Bashō pelo artista Yokoi Kinkoku. Este quadro data de cerca de 1820, e portanto é da Era Edo

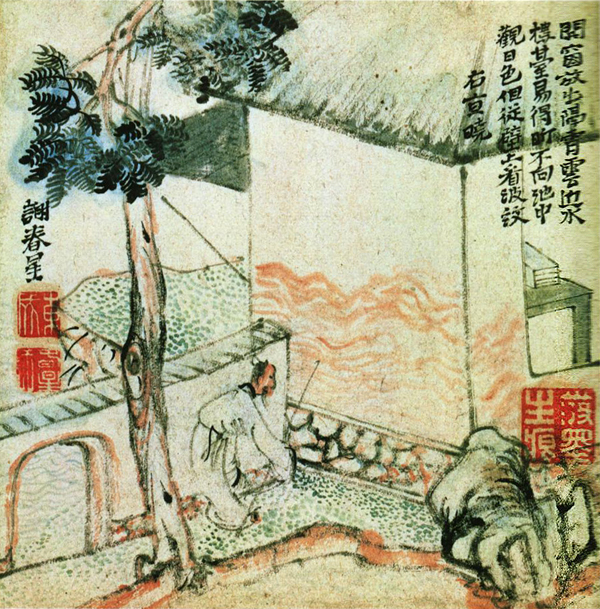
Acima, uma haiga feita por Yosa Buson.

Tradicionalmente, essa pintura é feita com o mesmo pincel com o qual os haijin escrevem os versos do poema, em cores e tons semelhantes, para preservar a harmonia do haikai. Um dos primeiros a fazer esse tipo de arte foi Bashō, o maior de todos os haijins, embora não tenha sido ele o criador da haiga. Vale lembrar que no Japão a prática de fazer uma imagem para ilustrar os versos não existe só para acompanhar os haikais, ela está em todas as outras formas de poesia.